# Efecte Mössbauer

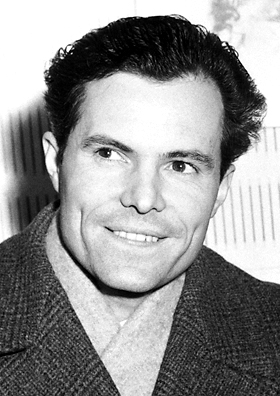
Rudolf Ludwig Mössbauer

L'efecte Mössbauer és un fenomen d'emissió i absorció ressonant de raigs γ per nuclis atòmics, descobert el 1958 pel físic alemany Rudolf Mössbauer (1929-2011), que li valgué el Premi Nobel de Física del 1961.

## Antecedents

El fotó que arriba per l'esquerra fa que un electró passi del nivell 1 al 2. Seguidament l'electró torna al nivell 1 emeten el fotó que surt per la dreta.

La ressonància en acústica és un fenomen prou conegut. Un oscil·lador, com ara un diapasó, que es faci vibrar emetrà una ona sonora de la mateixa freqüència que la de vibració. Aquesta ona pot induir una vibració d'un altre diapasó que oscil·larà també amb la mateixa freqüència.
El 1903, els físics estatunidencs Robert Williams Wood (1868-1955) i Joseph Haines Moore (1878-1949), de la Universitat Johns Hopkins, de Baltimore, demostraren que els àtoms també podien produir ressonància. Empraren la llum groga que emet el sodi, la línia D del seu espectre atòmic, que obtingueren escalfant clorur de sodi en una flama. La calor de la flama dona energia als electrons dels àtoms de sodi i passen del nivell fonamental a un nivell excitat. Com que no és una situació estable, ràpidament els electrons perden energia en forma d'un fotó i tornen al seu estat fonamental.

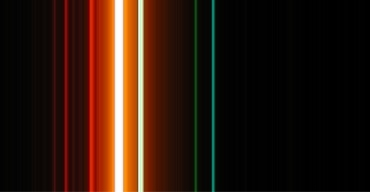
Espectre atòmic del sodi. La línia més intensa és la D, corresponent a una longitud d'ona λ = 589 nm.

Wood i Moore dirigiren aquesta llum groga cap a un tub de vidre tancat on prèviament s'hi posà una molt petita quantitat de sodi metàl·lic i fent el buit, amb la qual cosa el sodi es vaporitzà. Observaren que aquests àtoms de sodi absorbien la llum groga que els arribava, passant electrons de l'estat fonamental a un estat excitat i, a continuació, aquests mateixos electrons tornaven a l'estat fonamental emetent la mateixa llum groga en totes direccions. L'emissió no fou tan intensa com la produïda a la flama, ja que en aquesta les transicions d'electrons entre nivells són molt ràpides, mentre que les produïdes per ressonància són més lentes i, per tant, menys intenses. Cal considerar, també, l'efecte Doppler, que fa que la llum que arriba als àtoms de sodi no sigui d'una única freqüència. Els àtoms que emeten aquesta llum es mouen en totes direccions, també ho fan els àtoms receptors, per la qual cosa les freqüències de la llum que arriba estan dintre d'un ventall de freqüències al voltant del valor de la freqüència emesa.

## Emissió de raigs γ per nuclis aïllats

L'isòtop tecneci 99 és metaestable i decau (vida mitjana 6,0 h) a l'estat estable emetent un fotó de raigs γ de 143 keV d'energia.

Abans del treball de Mössbauer l'estudi de l'emissió de raigs γ pels nuclis atòmics es feia considerant àtoms aïllats. Els nuclis atòmics excitats, com ara els que s'obtenen després d'una desintegració radioactiva, emeten energia per assolir el seu estat fonamental, en forma de fotons de radiació gamma d'alta energia. Aquesta energia del fotó equival a la diferència d'energies entre l'estat inicial, {\displaystyle E_{i}}, i l'estat final, {\displaystyle E_{f}}, del nucli atòmic, menys l'energia cinètica amb què retrocedeix el nucli, {\displaystyle E_{cn}={\frac {1}{2}}mv}, on {\displaystyle m} és la massa del nucli i {\displaystyle v} la seva velocitat, en compliment del principi de conservació del moment lineal.
El moment lineal, o quantitat de moviment, es conserva durant l'emissió d'un fotó, per tant val igual si es calcula abans o després de l'emissió: Abans de l'emissió val zero perquè el nucli roman en una posició fixa, després es reparteix entre el fotó, {\textstyle p_{foto}}, i el nucli que retrocedeix, {\textstyle -p_{n}}, (d'aquí el valor negatiu):
{\displaystyle 0=p_{foto}-p_{n}\quad \longrightarrow \quad p_{n}=p_{foto}}
Segons la mecànica clàssica una partícula, el nucli, té un moment lineal {\textstyle m\cdot v}, i segons la mecànica quàntica, els fotons tenen un moment lineal que ve donat per {\textstyle h\cdot f/c}.
on:
- {\textstyle h=6,63\times 10^{-34}\;J\cdot s}, és la constant de Planck.
- {\displaystyle c=299\,792\,458\;m/s}, és la velocitat de la llum.
- {\textstyle f} és la freqüència de la radiació gamma.

Es compleix doncs que:{\displaystyle m\cdot v=h\cdot f/c\quad \longrightarrow \quad v=h\cdot f/c\cdot m}
L'energia que pot endur-se'n el fotó resulta ser:{\displaystyle {\begin{aligned}\Delta E_{e}&=E_{i}-E_{f}-E_{cn}\\&=E_{i}-E_{f}-{\frac {1}{2}}mv^{2}\\&=E_{i}-E_{f}-{\frac {1}{2}}m\left({\frac {h\cdot f}{c\cdot m}}\right)^{2}\end{aligned}}}.
Per contra, quan un fotó és capturat pel nucli i aquest passa de l'estat fonamental a l'estat excitat, la mateixa conservació del moment lineal fa que l'energia del fotó hagi de ser superior a la simple diferència d'energies, ja que quan xoca el fotó duu un cert moment lineal que passa al nucli que l'absorbeix. D'aquesta manera es precisa una quantitat:
{\displaystyle {\begin{aligned}\Delta E_{a}&=E_{i}-E_{f}+E_{cn}\\&=E_{i}-E_{f}+{\frac {1}{2}}m\left({\frac {h\cdot f}{c\cdot m}}\right)^{2}\end{aligned}}}
La diferència d'energies resulta ser:
{\displaystyle \Delta E_{a}-\Delta E_{e}={\frac {(h\cdot f)^{2}}{m\cdot c^{2}}}}
Amb aquesta condició el fotó emès inicialment pel primer nucli no serveix, en principi, per a pujar un segon nucli a l'estat excitat. Passa igual en la ressonància atòmica, però el fotó que surt en ella és poc energètic, ~ 2 eV i l'àtom retrocedeix molt lentament, la qual cosa fa que el fotó tengui una energia lleugerament inferior a la necessària per fer pujar un altre electró de l'estat fonamental a l'excitat, al voltant de la negligible quantitat de 8 × 10–11 eV. Aquesta petita quantitat d'energia pot ser proveïda per l'efecte Doppler, amb la qual cosa s'observa ressonància atòmica. Tanmateix no és el cas de les emissions γ dels nuclis que tenen energies d'uns 10 000 eV per exemple per a l'àtom de ferro, els quals retrocedeixen amb una energia d'uns 0,002 eV. Un valor petit però insuficient per ser compensat per l'efecte Doppler. Per una altra banda cal considerar el principi d'incertesa de Heisenberg que indica que hi ha una incertesa en el valor de l'energia que compleix:
{\displaystyle \Delta E\cdot \Delta t\approx \hbar }
on {\textstyle \Delta t=\tau }, és el temps de vida de l'estat excitat. Si {\textstyle \tau \approx 10^{-7}s} resulta una incertesa en l'energia de {\textstyle \Delta E\approx 4\times 10^{-8}eV} insuficient per poder compensar el dèficit d'energia que porta el fotó, per la qual cosa és impossible la seva absorció per un altre nucli.
Aquesta anàlisi teòrica fou comprovada experimentalment pel físic britànic Philip Burton Moon (1907 – 1994) amb nuclis d'or {\textstyle {}^{198}Au}. Per compensar la pèrdua d'energia per retrocés mitjançant l'efecte Doppler cal que els nuclis es moguin a una velocitat de 800 m/s cap als nuclis que han d'absorbir la radiació, la qual cosa ho aconseguí amb una ultracentrifugadora. D'aquesta manera Moon fou el primer a observar la ressonància dels raigs γ.

## Ressonància per efecte Mössbauer

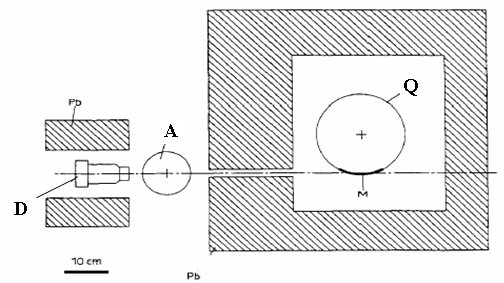
Aparell original de Mössbauer protegit per un aïllament de plom. M - Nuclis d'Ir emissors de raigs γ dins un recipient a –196 °C. Q - roda giratòria per aportar energia per efecte Doppler. A - Nuclis d'Ir receptors a –196 °C. D - Detector de raigs γ

Entre 1956 i 1957, Rudolf Mössbauer estudiava la dispersió dels raigs γ a l'institut Max-Planck-Institut für Medizinische Forschung, a Heidelberg, de 129 keV de l'isòtop d'iridi {\textstyle {}^{129}Ir}, descobrí que a baixes temperatures (–196 °C) hi havia un augment de la dispersió, en contra de la predicció clàssica.
Mössbauer preparà una mostra de l'isòtop {\textstyle {}^{129}Ir} dintre d'un recipient aïllat de l'exterior per un blindatge de plom d'uns 10 cm de gruixa i fixada a una roda. Tot submergit dintre de nitrogen líquid per aconseguir refredar-ho a -196 °C. La paret de plom evitava que els raigs γ poguessin sortir en totes direccions, ja que són extremadament perillosos. La roda fou construïda amb peces de juguetes de nins i permetia aportar velocitat a la mostra per incrementar o disminuir la freqüència, per efecte Doppler, dels fotons emesos. Un petit forat permetia la sortida dels raigs γ emesos cap a uns altres nuclis d'{\textstyle {}^{129}Ir} refredats també amb nitrogen líquid, que podien absorbir-los. Un detector de raigs γ estava situat després d'aquests nuclis per detectar l'emissió de raigs γ per ressonància.
Mössbauer ho explicà que el mateix fotó emès podia ser absorbit per un altre nucli a força de fer l'energia cinètica del nucli en retrocés pràcticament zero, cosa que s'assolí treballant amb nuclis fortament lligats a l'estructura cristal·lina, això és en estat sòlid, a baixes temperatures. D'aquesta manera, la massa que ha de retrocedir, ara {\textstyle M}, és molt elevada (habitualment {\textstyle M/m>10^{24}}) i la diferència d'energies entre la requerida pel nucli per passar a l'estat excitat i l'energia que porta el fotó és pràcticament zero:
{\displaystyle \Delta E_{a}-\Delta E_{e}={\frac {(h\cdot f)^{2}}{M\cdot c^{2}}}\approx 0}
Per tant, és possible la ressonància.